# María Sandra Juliá Juliá
María Sandra Juliá Juliá, née le 8 décembre 1971, est une femme politique espagnole membre de Ciudadanos.
Elle devient députée de la circonscription de Castellón en octobre 2016.

## Biographie

### Profession
María Sandra Juliá Juliá est titulaire d'un diplôme en études entrepreneuriales. Elle a été sous-déléguée territoriale dans la province de Castellón.

### Carrière politique
Le 17 octobre 2016, elle devient députée pour Castellón au Congrès des députés à la suite de la démission de Domingo Lorenzo Rodríguez.